# Rafael Sabatini
Rafael Sabatini (29 aprilie 1875 - 13 februarie 1950) a fost un autor italian/englez de romane de dragoste și aventură.

## Biografie
Rafael Sabatini s-a născut în Iesi, Italia, dintr-o mamă englezoaică și un tată italian. Părinții săi au fost cântăreți de operă care au devenit profesori.
De la o vârstă mică, Rafael a învățat multe limbi, trăind cu bunicul său în Anglia, studiind la școală în Portugalia iar, ca adolescent, a trăit în Elveția. La vârsta de 17 ani, când s-a întors în Anglia pentru a se stabili definitiv, stăpânea cinci limbi. În curând a adăugat și a șasea limbă, engleza. A ales să scrie în limba sa adoptată deoarece, după spusele lui, "cele mai bune povești sunt scrise în engleză".
După o activitate scurta în domeniul afacerilor, Sabatini a început să lucreze ca scriitor. A scris nuvele în anii 1890 iar primul său roman a apărut în 1902. În 1905 s-a căsătorit cu Ruth Goad Dixon, fiica unui negustor din Liverpool. Lui Sabatini i-a fost necesar aproape un sfert de secol de muncă dificilă înainte de a avea succes cu Scaramouche în 1921. Minunatul roman despre Revoluția Franceză a devenit un best-seller internațional. A fost urmat de romanul Captain Blood (Odiseea căpitanului Blood) în 1922 care s-a bucurat de același succes. Toate cărțile sale anterioare au fost republicate, cel mai popular roman din această perioadă fiind The Sea Hawk (Vulturul mărilor) din 1915. Sabatini a fost un scriitor prolific, producând aproape câte o carte în fiecare an. Deși nu a reușit să aibă același succes pe care l-a avut cu Scaramouche și Captain Blood, totuși Sabatini și-a menținut popularitatea în rândul publicului cititor.
Singurul său fiu, Rafael-Angelo (poreclit Binkie) a murit într-un accident de mașina pe 1 aprilie 1927. Sabatini și soția sa, Ruth, au divorțat în 1931. Tot în acel an s-a mutat de la Londra la Hay-on-Wye. În 1935 s-a căsătorit cu sculptorul Christine Goad, fosta sa cumnată. Și ei au suferit o tragedie când fiul Christinei, Lancelot, a zburat deasupra casei lor în ziua în care s-a înrolat în Aviația Regală. Avionul a fost scăpat de sub control și s-a prăbușit în flăcări chiar în fața lor.
În anii 1940, boala l-a obligat pe Sabatini să reducă ritmul. Totuși, a mai scris câteva romane în această perioadă, ultima sa carte fiind o colecție de nuvele nuvele, Turbulent Tales, apărută în 1950. A murit pe 13 februarie 1950 în Elveția în urma unui cancer la stomac și a fost înmormântat la Adelboden, Elveția. Pe piatra sa funerară scrie "S-a născut cu un dar al râsului și cu sentimentul că lumea este nebună", prima frază din romanul său, Scaramouche.
Cele mai cunoscute romane ale sale sunt:
- The Sea Hawk (Vulturul marilor, 1915), o poveste despre Invincibila Armada și pirații din zona Magrebului;
- Scaramouche (1921), o poveste despre Revoluția Franceză în care un fugar se ascunde într-o trupă Commedia dell'arte iar mai târziu devine un maestru spadasin (Sabatini a scris o continuare a acestui roman zece ani mai târziu);
- Captain Blood (Odiseea căpitanului Blood, 1922), în care personajul principal este amiralul unei flote de nave-pirat (Sabatini a scris două continuări sub formă de nuvele);
- Bellarion the Fortunate (1926), despre un tânăr viclean care intră în politica Italiei secolului XV.

Primele trei dintre aceste romane au avut ecranizări importante în era sonora - 1940, 1952, respectiv 1935. Adaptările din epoca mută, deși mai puțin cunoscute, sunt și ele notabile. Al doilea său roman a fost ecranizat într-un celebru film "pierdut", Bardelys the Magnificent,  regizat în 1926 de King Vidor cu John Gilbert în rolul principal. Câteva role intacte au fost descoperite recent în Europa. Versiunea întreagă restaurată a avut premiera pe TCM în data de 11 ianuarie 2010.
Două adaptări ale romanelor lui Sabatini din epoca mută care au supraviețuit sunt filmul lui Rex Ingram, Scaramouche (1923) cu Ramon Novarro în rolul principal și The Sea Hawk (1924), regizat de Frank Lloyd și cu Milton Sills în rolul principal. Ultimul este o adaptare mai precisă a romanului decât versiunea din 1940 cu Errol Flynn. O versiune mută a filmului Captain Blood din 1924, cu J. Warren Kerrigan în rolul principal, este parțial pierdut, fiind disponibil doar într-o copie incompletă la Biblioteca Congresului Statelor Unite ale Americii. The Black Swan (Lebăda neagră) a fost filmat în 1942 cu Tyron Power și Maureen O'Hara în rolurile principale.
Per total, Rafael Sabatini a scris 31 de romane, opt colecții de nuvele, șase cărți non-ficțiune, numeroase nuvele independente și o piesă de teatru.

## Opera

### Serii

#### Scaramouche
- Scaramouche (1921)
- Scaramouche, the King-Maker (1931)

#### Captain Blood
- Captain Blood (1922) (cunoscută și sub numele de Captain Blood: His Odyssey)
- Captain Blood Returns (cunoscuta și sub numele de The Chronicles of Captain Blood, 1931)
- The Fortunes of Captain Blood (1936)

N.B. Captain Blood Returns și The Fortunes of Captain Blood nu sunt continuări, ci colecții de nuvele a căror acțiune se petrece în aceeași perioadă ca și romanul.

### Romane
- The Lovers of Yvonne (cunoscut și sub titlul de The Suitors of Yvonne, 1902)
- The Tavern Knight (1904)
- Bardelys the Magnificent (1905)
- The Trampling of the Lillies (1906)
- Love-At-Arms: Being a narrative excerpted from the chronicles of Urbino during the dominion of the High and Mighty Messer Guidobaldo da Montefeltro (1907)
- The Shame of Motley (1908)
- St. Marin's Summer (1909)
- Mistress Wilding (cunoscut și sub numele de Anthony Wilding, 1910)
- The Lion's Skin (1911)
- The Strolling Saint (1913)
- The Gates of Doom (1914)
- The Sea Hawk (1915)
- The Snare (1917)
- Scaramouche (1921)
- Fortune's Fool (1923)
- The Carolinian (1924)
- Bellarion the Fortunate (1926)
- The Hounds of God (1928)
- The Romantic Prince (1929)
- The King's Minion (cunoscut și sub numele de The Minion, 1930)
- The Black Swan (1932)
- The Stalking Horse (1933)
- Venetian Masque (1934)
- Chivalry (1935)
- Scaramis (1936)
- The Lost King (1937)
- The Sword of Islam (1939)
- The Marquis of Carabas (cunoscut și sub numele de Master-At-Arms, 1940)
- Columbus (1941)
- King in Prussia (cunoscut și sub numele de The Birth of Mischief, 1944)
- The Gamester (1949)
- Saga of the Sea (1953)
- The Treasure Ship (2004)

### Colecții
- The Justice of the Duke (1912)
- The Banner of the Bull (1915)
- The Nuptials of Corbal (1927)
- The Reaping (1929)
- Turbulent Tales (1946)
- Sinner, Saint And Jester: A Trilogy in Romantic Adventure (1954)
- A Fair Head of Angling Stories (1989)
- The Fortunes of Casanova and Other Stories (1994, nuvele publicate original în 1907-1920 și 1934)
- The Outlaws of Falkensteig (2000, nuvele publicate original în 1900-1902)
- The Camisade: And Other Stories of the French Revolution (2002, nuvele publicate original în 1900-1916)

### Piese de teatru
- The Tyrant: An Episode in the Career of Cesare Borgia, piesă în patru acte (1925)

### Antologii editate
- A Century of Sea Stories (1935)
- A Century of Historical Stories (1936)

### Cărți non-ficțiune
- The Life of Cesare Borgia (1912)
- Torquemada and the Spanish Inquisition (1913)
- The Historical Nights' Entertainment (1917)
- Heroic Lives (1934)

## Ecranizări
- 1963 Scaramouche (La máscara de Scaramouche), regia Antonio Isasi-Isasmendi